# George Brettingham Sowerby I

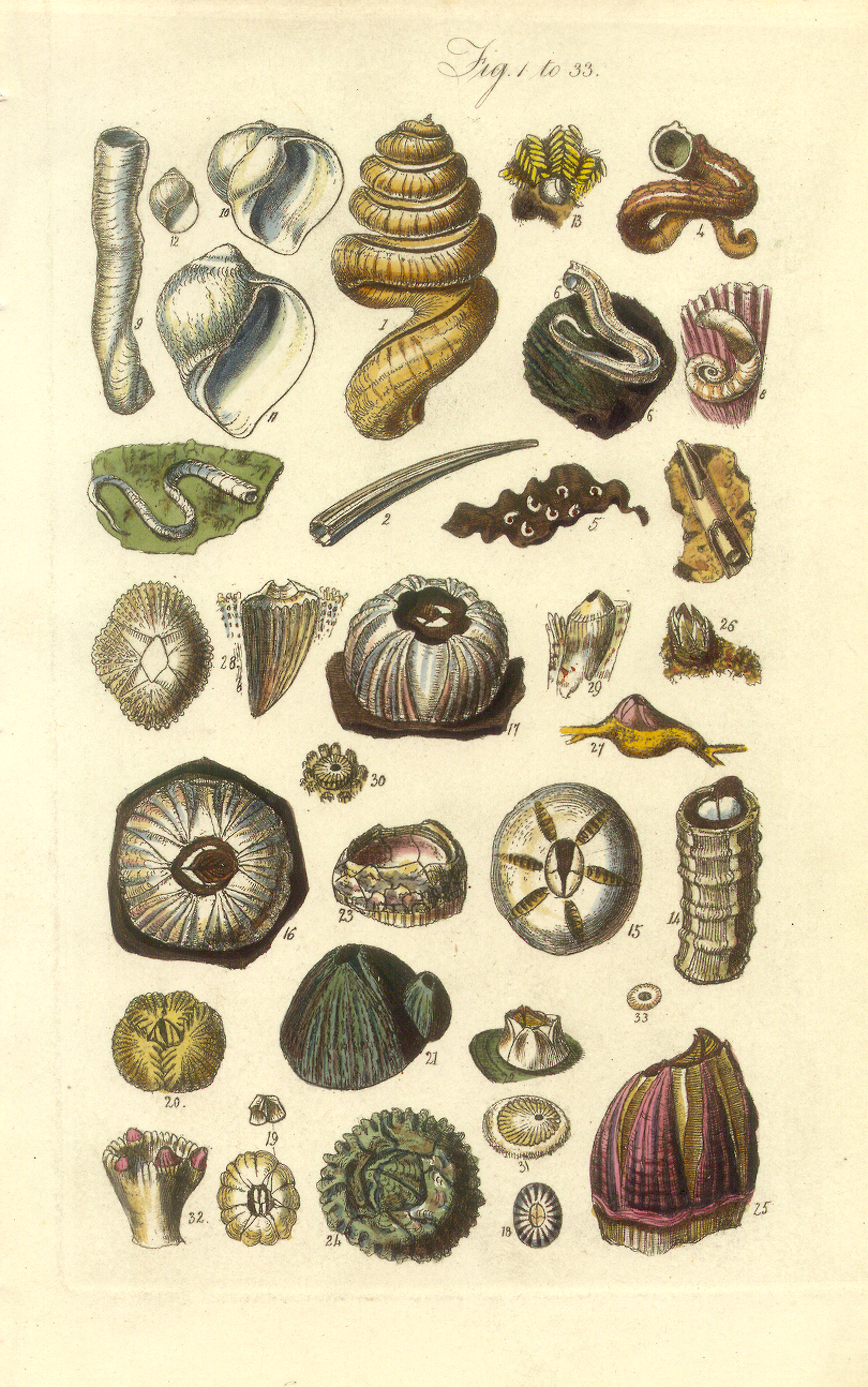
Manual de malacologia

George Brettingham Sowerby I (12 d'agost de 1788 – 26 de juliol de 1854) fou un naturalista britànic, il·lustrador, i malacòleg. Va ser el segon fill de James Sowerby. Junt amb el seu germà James De Carle Sowerby va continuar la feina sobre mol·luscsfòssils que havia iniciat el pare d'ambdós, concloent la publicació de l'obra Mineral Conchology of Great Britain. George Brettingham Sowerby I va publicar aproximadament 50 documents sobre mol·luscs i va il·lustrar llibres sobre aquest mateix tema. Una de les seves primeres feines va consistir a elaborar el catàleg de la col·lecció del Comte de Tankerville. La seva obra més important, el Tesaurus Conchyliorum, va ser continuada pel seu fill, George Brettingham Sowerby II i pel seu net, George Brettingham Sowerby III.

## Treballs
Llista parcial
- A Conchological Manual (1839)
- Thesaurus Conchyliorum

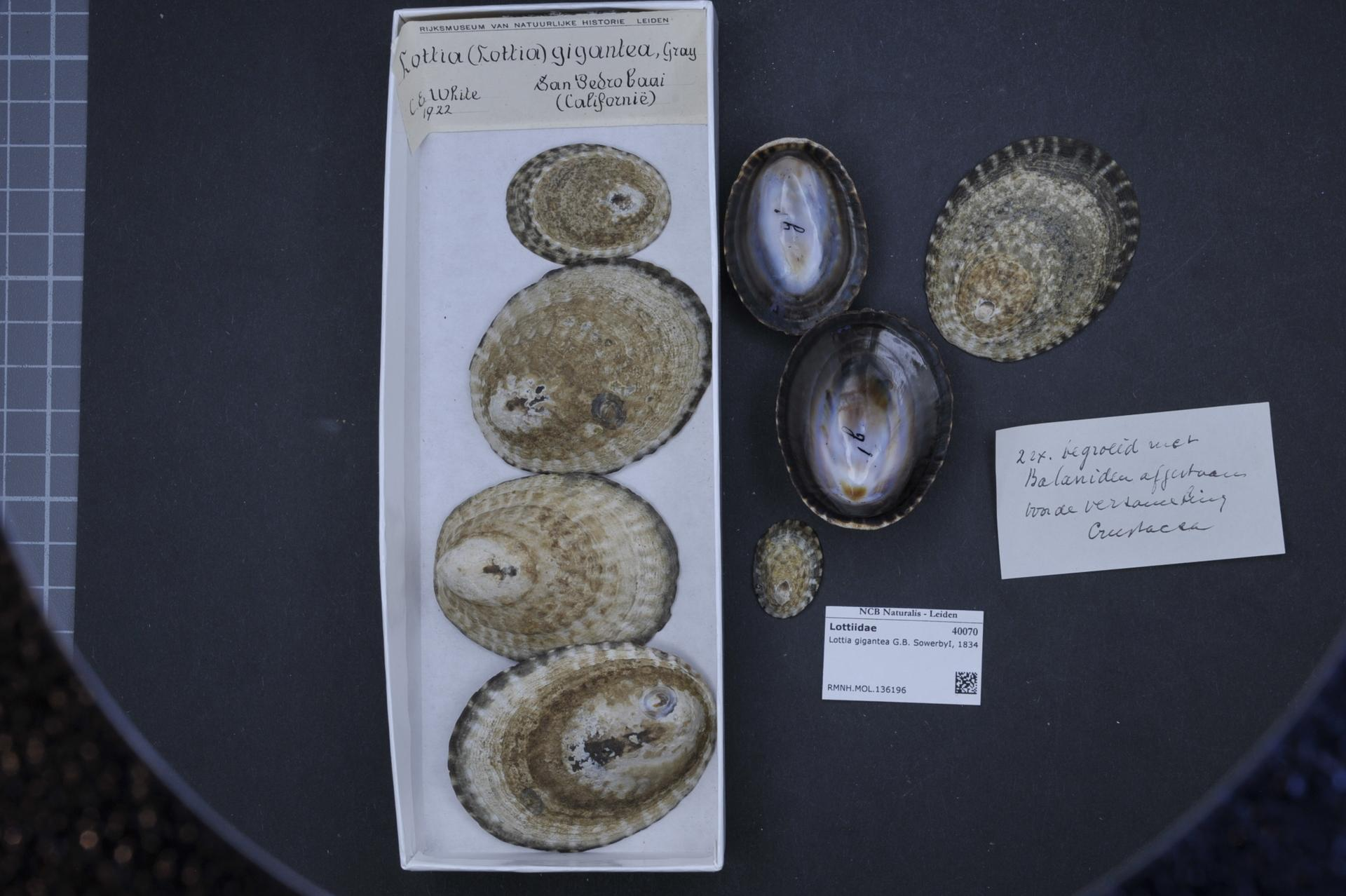
Lottia gigantea G.B. Sowerby I, 1834

- Illustrated Index of British Shells (1859)
- A descriptive catalogue of the species of Leach's genus Margarita. Malacological and Conchological Magazine 1: 23-27 (1838). Henry A. Pilsbry did not think much of this work and said: "His monograph of Margarita in Reeve's Iconica contains more blunders than any work I have ever seen, unless some other papers by the same author prove to be exceptions."[1]

## Algunes espècies descrites per Sowerby I
- Lottia gigantea
- Diodora calyculata
- Diodora ruepellii